# یاغموراوغلو (گوله)
یاغموراوغلو (به ترکی استانبولی: Yağmuroğlu) یک منطقهٔ مسکونی در ترکیه است که در گوله (شهر) واقع شده‌است.